# خوان پابلو رابا
خوان پابلو رابا (انگلیسی: Juan Pablo Raba؛ زادهٔ ۱۴ ژانویهٔ ۱۹۷۷) یک هنرپیشه اهل کلمبیا است.
از فیلم‌ها یا برنامه‌های تلویزیونی که وی در آن نقش داشته‌است می‌توان به ۳۳، نارکس، قهرمانان از دست رفته و نعناع تند اشاره کرد.